# Furia
Furia — рід грибів родини Entomophthoraceae. Назва вперше опублікована 1989 року.

## Види
База даних Species Fungorum станом на 8.10.2019 налічує 16 видів з роду Furia:
- Furia americana
- Furia creatonoti
- Furia crustosa
- Furia ellisiana
- Furia fujiana
- Furia fumimontana
- Furia gastropachae
- Furia ithacensis
- Furia montana
- Furia neopyralidarum
- Furia pieris
- Furia sciarae
- Furia shandongensis
- Furia virescens
- Furia vomitoriae
- Furia zabri